# GSBV De Groene Uilen
G.S.B.V. De Groene Uilen is een studentensportvereniging uit Groningen. De Groene Uilen is een studenten basketbalvereniging die bestaat sinds 1957. De vereniging is aangesloten bij de ACLO, de studentensportraad van Groningen. Momenteel (2018) bestaat de club uit zeven heren- en zes damesteams, waarvan de hoogste heren- en damesteams uitkomen in de landelijke Promotiedivisie. De tweede heren- en damesteams komen uit in de 2e divisie. De andere heren- en damesteams spelen in afdeling Noord van de NBB.
Jaarlijks wordt in combinatie met GSBV Moestasj het Groene Uilen Moestasj International Tournament(GUMIT) georganiseerd. Dit drie daags toernooi trekt elk jaar rond de 400 heren en dames basketballers en wordt meestal georganiseerd in het laatste weekend van mei. Naast de basketbalwedstrijden worden er verschillende andere activiteiten georganiseerd rondom GUMIT, zoals twee feesten en verschillende activiteiten waar de vaardigheden van de deelnemers op de proef worden gesteld.
Vele spelers en coaches van De Groene Uilen zijn later doorgestroomd naar Donar, of zijn na een carrière daar naar De Groene Uilen gegaan. Onder andere Evert-Jan Siderius, Erik Schuur, Anne Renkema, Hans Logtenberg, Krum Tochev, Robert Minderaa en Wim van Aalderen hebben voor zowel Groene Uilen als Donar gespeeld, en Marco van den Berg, Hans Nieboer en Marten Scheepstra zijn voor beide teams coach geweest.

## Erelijst

#### Heren
| Competitie      | Winnaar | Winnaar    | Runner-up | Runner-up |
| Competitie      | Aantal  | Jaren      | Aantal    | Jaren     |
| --------------- | ------- | ---------- | --------- | --------- |
| Nationaal       |         |            |           |           |
| Promotiedivisie | 2×      | 2014, 2015 | 1×        | 2000      |
| Eerste divisie  | 1×      | 1994       |           |           |

## Eindklasseringen

#### Heren
- 1989
- 1990
- 1991 4e
Eerste divisie
- 1992 4e
Eerste divisie
- 1993 6e
Eerste divisie
- 1994 1e
Eerste divisie
- 1995 4e
Promotiedivisie
- 1996 3e
Promotiedivisie
- 1997 4e
Promotiedivisie
- 1998 6e
Promotiedivisie
- 1999 4e
Promotiedivisie
- 2000 2e
Promotiedivisie
- 2001 6e
Promotiedivisie
- 2002 7e
Promotiedivisie
- 2003 5e
Promotiedivisie
- 2004 5e
Promotiedivisie
- 2005 4e
Promotiedivisie
- 2006 10e
Promotiedivisie
- 2007 11e
Promotiedivisie
- 2008 9e
Promotiedivisie
- 2009 8e
Promotiedivisie
- 2010 9e
Promotiedivisie
- 2011 5e
Promotiedivisie
- 2012 7e
Promotiedivisie
- 2013 2e
Promotiedivisie
- 2014 2e
Promotiedivisie
- 2015 1e
Promotiedivisie
- 2016 7e
Promotiedivisie
- 2017 4e
Promotiedivisie
- 2018 3e
Promotiedivisie
- 2019 12e
Promotiedivisie
- 2020 8e
Promotiedivisie
- 2021 8e
Promotiedivisie
- 2022 11e
Promotiedivisie
- 2023 7e
Promotiedivisie

- Promotiedivisie
- Eerste divisie